# الموت القلبي المفاجئ لدى الرياضيين

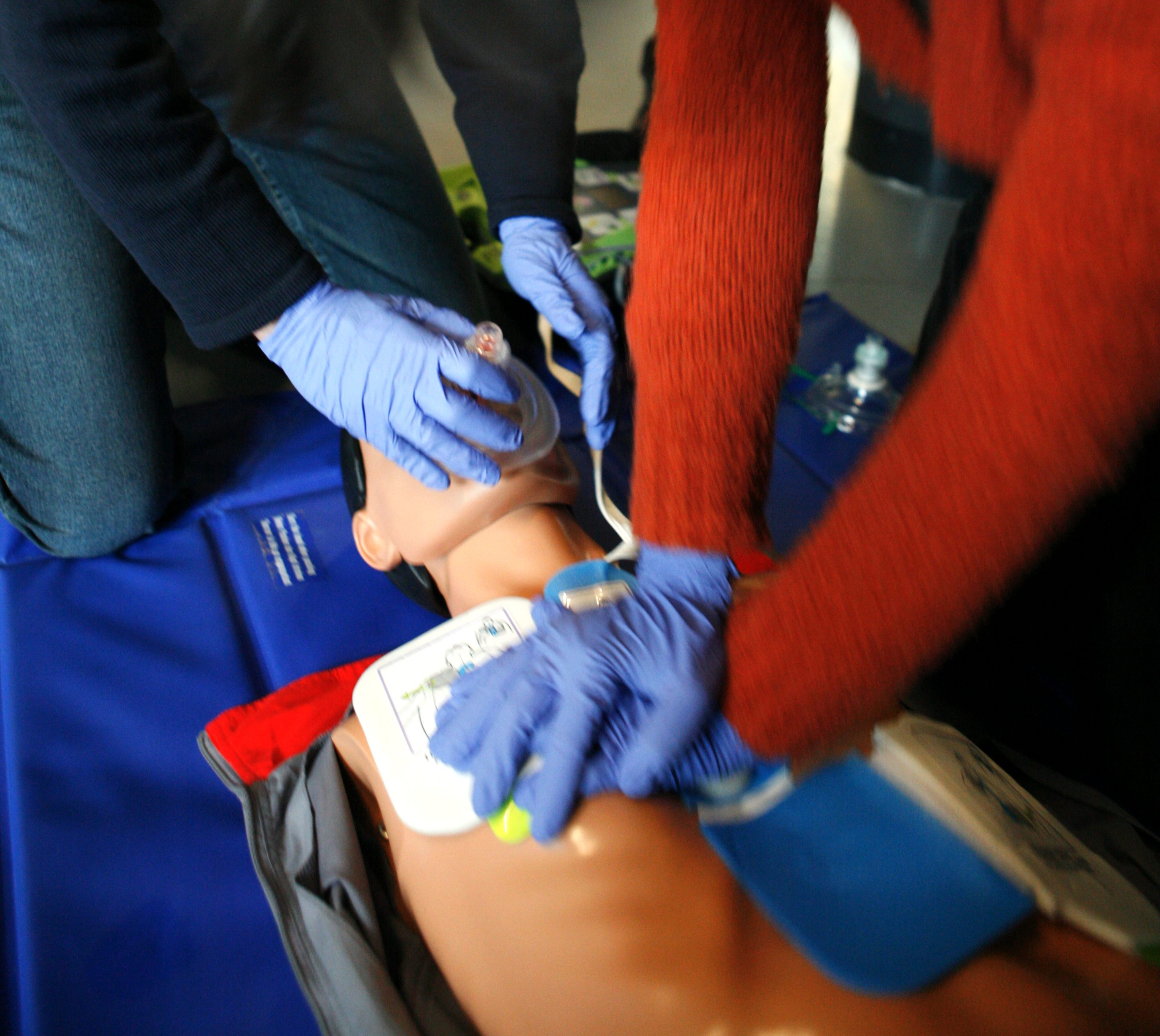
في الصورة الظاهرة ، تصف شرحاً موضحاً للارتجاج القلبي المفاجئ لدى الرياضيين.

يعتبر الحد من الموت القلبي المفاجئ لدى الرياضيين تحديًا طبيًا صعبًا، ويُعرَّف الموت القلبي المفاجئ لدى الرياضيين على أنه وفاة طبيعية وغير متوقعة بسبب توقّف القلب، تحدث الوفاة في غضون ساعة واحدة من ظهور الأعراض، باستثناء الوقت الإضافي الذي يستغرقه دعم الحياة الميكانيكي. (تُستخدَم أيضًا تعريفات أوسع للموت المفاجئ، ولكنها لا تنطبق عادةً على حالة الرياضيين). تتعلق معظم أسباب الوفاة بأمراض القلب والأوعية الدموية الخلقية أو المكتسبة، ولكن لا يلاحظ المصابون أي أعراض قبل الوفاة. معدل انتشار أي حالة ذات صلة منخفض، وربما أقل من 0.3% بين السكان الذين ينتمون إلى فئة الرياضيين العمرية، وتعتبر حساسية ونوعية اختبارات الفحص الشائعة غير كافية. المتنبئ الوحيد الأكثر أهمية هو الإغماء وفقدان الوعي أو تجارب مشابهة أثناء التمرين، ما يتطلب بحثًا واستقصاءً تفصيليًا عن الأسباب. العديد من ضحايا موت القلب المفاجئ أسماء معروفة، لا سيما في كرة القدم الاحترافية، وغالبًا ما يكون أقارب الدرجة الأولى معرضين لخطر الإصابة بأمراض قلبية مماثلة.

## الأسباب
دُرسَت الوفيات القلبية المفاجئة لدى 387 رياضي أمريكي شاب (تحت سن 35) في مراجعة طبية عام 2003:
تتعلق معظم أسباب الموت القلبي المفاجئ بأمراض القلب والأوعية الدموية الخلقية أو المكتسبة، إلا أن الاستثناء الوحيد هو الارتجاج القلبي، إذ يكون القلب طبيعيًا من الناحية الهيكلية، ولكن يحدث اضطراب أو فقد نظم قلبي قاتل. يبلغ معدل الوفيات حوالي 65% حتى مع الإنعاش القلبي الرئوي وإزالة الرجفان السريع، بينما يصل إلى أكثر من 80% من دونه.
يمثل عمر 35 عام حدًا تقريبيًا يفصل الأسباب المحتملة للموت القلبي المفاجئ. تسود التشوهات الخلقية في القلب والأوعية الدموية قبل سن 35. عادة ما تكون هذه التشوهات غير عرضية قبل توقف القلب القاتل، ولكن قد تتطوّر أعراض لدى البعض. يسجّل الأمريكيون من أصل أفريقي معدلات وفيات أعلى إثر الإصابة بتشوهات قلبية وعائية خلقية.
بينما تسود أمراض الشريان التاجي المكتسبة (80%) بعد سن 35، بغض النظر عن مقدار اللياقة البدنية التي تمتّع بها الرياضي سابقًا.

## الحدوث
تحدث الوفاة القلبية المفاجئة بمعدل واحد لكل 200000 رياضي شاب كل عام، وعادة ما تحدث أثناء المباراة أو التدريب. غالبًا ما يكون الضحية ذكرًا يلعب كرة القدم، أو كرة السلة، أو هوكي الجليد، أو كرة القدم الأمريكية، ما يعكس الأعداد الكبيرة للرياضيين المشاركين في هذه الرياضات المضنية. يبدو أن الخطر يتضخم بشكل خاص في كرة السلة التنافسية لدى الفئة العمرية التي تتمتع بصحة جيدة، مع معدلات وفاة قلبية مفاجئة تصل إلى واحد لكل 3000 سنويًا للاعبي كرة السلة الذكور في القسم الأول من الرابطة الوطنية لرياضة الجامعات، ما يعتبر أقل بكثير من المعدل بالنسبة لعامة السكان، الذي يقدر بواحد لكل 1300 – 1600، وهم بشكل خاص من كبار السن. يحدث موت قلبي مفاجئ لرياضي بين سكان الولايات المتحدة الأمريكية بمعدل متوسط واحد كل ثلاثة أيام، وغالبًا ما يترافق الحدث بتغطية إعلامية محلية كبيرة تزيد من اهتمام الجمهور.